# アバディーン＝テメイア侯爵
アバディーン＝テメイア侯爵（英語: Marquess of Aberdeen and Temair）は、イギリスの侯爵位。連合王国貴族爵位。
スコットランドのハッドーのゴードン準男爵とアバディーン伯爵位を前身とし、1916年に第7代アバディーン伯爵ジョン・ハミルトン＝ゴードンが叙されたのに始まる爵位である。

## 歴史
前身のスコットランド準男爵位「カウンティ・オブ・アバディーンにおけるハッドーのゴードン準男爵 (baronet Gordon, of Haddo in the County of Aberdeen)」は、ジョン・ゴードン(1610–1644)が、1642年8月13日に叙されたことに始まる。彼はピューリタン革命期の主教戦争で王党派の指揮官だったが、長老会派のアーガイル侯爵アーチボルド・キャンベルに捕えられて処刑された。
その三男である第3代準男爵ジョージ・ゴードン(1637–1720)は、スコットランド議会の議員、スコットランド民事控訴院裁判長、スコットランド大法官などを歴任し、1682年11月30日に「アバディーン伯爵(Earl of Aberdeen)」、「フォーマーティーン子爵(Viscount of Formartine)、「ハッドー=メスリク=タービス=ケリー卿(Lord Haddo, Methlic, Tarves, and Kellie)」（いずれもスコットランド貴族爵位）に叙せられた。

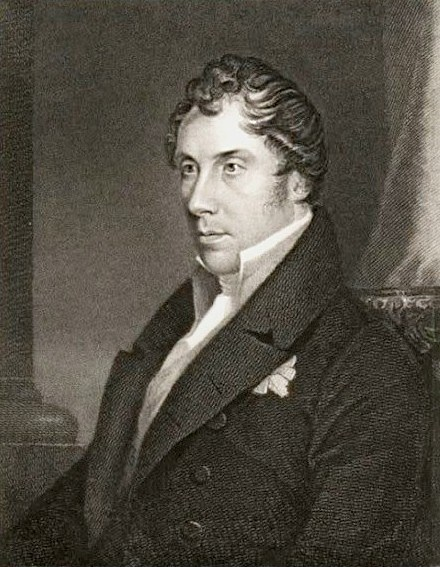
4代アバディーン伯ジョージ・ハミルトン＝ゴードン

彼の玄孫である4代アバディーン伯ジョージ・ハミルトン＝ゴードン(1784–1860)は、ロバート・ピール亡き後のピール派の領袖として1852年12月から1855年1月までイギリス首相を務め、平和外交家でありながら連立政権だった関係からクリミア戦争に参戦したことで知られる。彼は1814年6月1日に連合王国貴族爵位「カウンティ・オブ・アバディーンにおけるアバディーンのゴードン子爵(Viscount Gordon of Aberdeen, in the County of Aberdeen）」に叙せられており、これ以降の当主は全員貴族院議員に列することになった。また彼は1818年に勅許を得て母方の姓を加えた「ハミルトン＝ゴードン」に改姓している。
その孫である7代アバディーン伯ジョン・ハミルトン＝ゴードン (1847–1934) は、アイルランド総督（在職1886年、1905年-1915年）やカナダ総督（在職1893年-1898年）を務め、1916年1月4日に「アバディーン＝テメイア侯爵(Marquess of Aberdeen and Temair)」と「アバディーン州におけるハッドー伯爵(Earl of Haddo, in the County of Aberdeen)」（いずれも連合王国貴族）に叙せられた。彼の子供らの代から姓は「ゴードン」に戻った。
現在の当主は初代侯の玄孫にあたる8代アバディーン＝テメイア侯爵ジョージ・ゴードン (1983-) である。
一族の本邸はアバディーンシャーにあるハッドー・ハウスだったが、同屋敷は1979年以来スコットランド・ナショナル・トラストに所有権が移っている。

## 現当主の保有爵位 / 準男爵位
現当主の第8代アバディーン=テメイア侯爵ジョージ・ゴードンは、以下の爵位・準男爵位を保有する。
- 第8代アバディーン＝テメイア侯爵（8th Marquess of Aberdeen and Temair）
（1916年1月4日の勅許状による連合王国貴族爵位）
- 第14代アバディーン伯爵（14th Earl of Aberdeen）
（1682年11月30日の勅許状によるスコットランド貴族爵位）
- 第8代アバディーン州におけるハッドー伯爵（8th Earl of Haddo, in the County of Aberdeen）
（1916年1月4日の勅許状による連合王国貴族爵位）
- 第14代フォーマーティン子爵（14th Viscount of Formantine）
（1682年11月30日の勅許状によるスコットランド貴族爵位）
- 第11代ゴードン子爵（11th Viscount Gordon）
（1814年6月1日の勅許状による連合王国貴族爵位）
- 第14代ハッドー=メスリク=タービス=ケリー卿（14th Lord Haddo, Methlic, Tarves, and Kellie）
（1682年11月30日の勅許状によるスコットランド貴族爵位）
- 第16代（ハッドーの）準男爵（16th Baronet, of Haddo）
（1642年8月13日の勅許状によるノヴァ・スコシア準男爵位）

## 一覧

### ハッドーのゴードン準男爵 (1642年)
- 初代準男爵サー・ジョン・ゴードン（英語版） (1610–1644)
- 第2代準男爵サー・ジョン・ゴードン（英語版） (c. 1632–1665)
- 第3代準男爵サー・ジョージ・ゴードン（英語版） (1637–1720) (1682年にアバディーン伯爵)

### アバディーン伯爵 (1682年)
- 初代アバディーン伯爵ジョージ・ゴードン（英語版） (1637–1720)
- 第2代アバディーン伯爵ウィリアム・ゴードン (1679–1745)
- 第3代アバディーン伯爵ジョージ・ゴードン (1722–1801)
- 第4代アバディーン伯爵ジョージ・ハミルトン＝ゴードン (1784–1860)
- 第5代アバディーン伯爵ジョージ・ハミルトン＝ゴードン (1816–1864)
- 第6代アバディーン伯爵ジョージ・ハミルトン＝ゴードン (1841–1870)
- 第7代アバディーン伯爵ジョン・ハミルトン＝ゴードン (1847–1934) (1916年にアバディーン＝テメイア侯爵)

### アバディーン＝テメイア侯爵 (1916年)
- 初代アバディーン＝テメイア侯爵ジョン・ハミルトン・ゴードン (1847–1934)
- 第2代アバディーン＝テメイア侯爵ジョージ・ゴードン（英語版） (1879–1965)
- 第3代アバディーン＝テメイア侯爵ダドリー・グラッドストン・ゴードン（英語版） (1883–1972)
- 第4代アバディーン＝テメイア侯爵ディヴィッド・ジョージ・イアン・アレクサンダー（英語版） (1908–1974)
- 第5代アバディーン＝テメイア侯爵アーチボルド・ヴィクター・ダドリー・ゴードン（英語版） (1913–1984)
- 第6代アバディーン＝テメイア侯爵アレステア・ニニアン・ジョン・ゴードン（英語版） (1920–2002)
- 第7代アバディーン＝テメイア侯爵アレクサンダー・ジョージ・ゴードン（英語版） (1955-2020)
- 第8代アバディーン＝テメイア侯爵ジョージ・イアン・アラステア・ゴードン (1983-)

法定推定相続人は現当主の息子ハッドー伯爵(儀礼称号)アイヴォ・アレクサンダー・ニニアン・ゴードン(2012-)。

## 系譜図
|  |  | | | | | ジョン・ゴードン 初代準男爵 (1610-1644) | | | | | | | | | | | | | | | | | |  |  |  |  |  |  |  |  |  |  |  |  |  |  |  |  |  |  |  |  |  |  |
|  |  | | | | | | | | | | | | | | | | | | | | | | |  |  |  |  |  |  |  |  |  |  |  |  |  |  |  |  |  |  |  |  |  |  |
|  |  | | | | | | | | | | | | | | | | | | | | | | |  |  |  |  |  |  |  |  |  |  |  |  |  |  |  |  |  |  |  |  |  |  |
|  |  | ジョン・ゴードン 第2代準男爵 (1632-1665) | ジョン・ゴードン 第2代準男爵 (1632-1665) | ジョン・ゴードン 第2代準男爵 (1632-1665) | ジョン・ゴードン 第2代準男爵 (1632-1665) | ジョン・ゴードン 第2代準男爵 (1632-1665) | ジョン・ゴードン 第2代準男爵 (1632-1665) | | | ジョージ・ゴードン 初代アバディーン伯爵 初代フォーマーティーン子爵 初代ハッドー卿 第3代準男爵 (1637-1720)                                                                                          | ジョージ・ゴードン 初代アバディーン伯爵 初代フォーマーティーン子爵 初代ハッドー卿 第3代準男爵 (1637-1720)                                                                                          | ジョージ・ゴードン 初代アバディーン伯爵 初代フォーマーティーン子爵 初代ハッドー卿 第3代準男爵 (1637-1720)                                                                                          | ジョージ・ゴードン 初代アバディーン伯爵 初代フォーマーティーン子爵 初代ハッドー卿 第3代準男爵 (1637-1720)                                                                                          | ジョージ・ゴードン 初代アバディーン伯爵 初代フォーマーティーン子爵 初代ハッドー卿 第3代準男爵 (1637-1720)                                                                                          | ジョージ・ゴードン 初代アバディーン伯爵 初代フォーマーティーン子爵 初代ハッドー卿 第3代準男爵 (1637-1720)                                                                                          | | | | | | | | |  |  |  |  |  |  |  |  |  |  |  |  |  |  |  |  |  |  |  |  |  |  |
|  |  | ジョン・ゴードン 第2代準男爵 (1632-1665) | ジョン・ゴードン 第2代準男爵 (1632-1665) | ジョン・ゴードン 第2代準男爵 (1632-1665) | ジョン・ゴードン 第2代準男爵 (1632-1665) | ジョン・ゴードン 第2代準男爵 (1632-1665) | ジョン・ゴードン 第2代準男爵 (1632-1665) | | | ジョージ・ゴードン 初代アバディーン伯爵 初代フォーマーティーン子爵 初代ハッドー卿 第3代準男爵 (1637-1720)                                                                                          | ジョージ・ゴードン 初代アバディーン伯爵 初代フォーマーティーン子爵 初代ハッドー卿 第3代準男爵 (1637-1720)                                                                                          | ジョージ・ゴードン 初代アバディーン伯爵 初代フォーマーティーン子爵 初代ハッドー卿 第3代準男爵 (1637-1720)                                                                                          | ジョージ・ゴードン 初代アバディーン伯爵 初代フォーマーティーン子爵 初代ハッドー卿 第3代準男爵 (1637-1720)                                                                                          | ジョージ・ゴードン 初代アバディーン伯爵 初代フォーマーティーン子爵 初代ハッドー卿 第3代準男爵 (1637-1720)                                                                                          | ジョージ・ゴードン 初代アバディーン伯爵 初代フォーマーティーン子爵 初代ハッドー卿 第3代準男爵 (1637-1720)                                                                                          | | | | | | | | |  |  |  |  |  |  |  |  |  |  |  |  |  |  |  |  |  |  |  |  |  |  |
|  |  | | | | | | | | | ウィリアム・ゴードン 第2代アバディーン伯爵 第2代フォーマーティーン子爵 第2代ハッドー卿 第4代準男爵 (1679-1746)                                                                                     | | | | | | | | | | | | | |  |  |  |  |  |  |  |  |  |  |  |  |  |  |  |  |  |  |  |  |  |  |
|  |  | | | | | | | | | | | | | | | | | | | | | | |  |  |  |  |  |  |  |  |  |  |  |  |  |  |  |  |  |  |  |  |  |  |
|  |  | | | | | | | | | ジョージ・ゴードン 第3代アバディーン伯爵 第3代フォーマーティーン子爵 第3代ハッドー卿 第5代準男爵 (1722-1801)                                                                                       | | | | | | | | | | | | | |  |  |  |  |  |  |  |  |  |  |  |  |  |  |  |  |  |  |  |  |  |  |
|  |  | | | | | | | | | | | | | | | | | | | | | | |  |  |  |  |  |  |  |  |  |  |  |  |  |  |  |  |  |  |  |  |  |  |
|  |  | | | | | | | | | ジョージ・ハミルトン＝ゴードン (ハミルトン＝ゴードンに改姓) 第4代アバディーン伯爵 第4代フォーマーティーン子爵 初代ゴードン子爵 第4代ハッドー卿 第6代準男爵 (1784-1860)                             | | | | | | | | | | | | | |  |  |  |  |  |  |  |  |  |  |  |  |  |  |  |  |  |  |  |  |  |  |
|  |  | | | | | | | | | | | | | | | | | | | | | | |  |  |  |  |  |  |  |  |  |  |  |  |  |  |  |  |  |  |  |  |  |  |
|  |  | | | | | | | | | ジョージ・ハミルトン＝ゴードン 第5代アバディーン伯爵 第5代フォーマーティーン子爵 第2代ゴードン子爵 第5代ハッドー卿 第7代準男爵 (1816-1864)                                                         | | | | | | | | | | | | | |  |  |  |  |  |  |  |  |  |  |  |  |  |  |  |  |  |  |  |  |  |  |
|  |  | | | | | | | | | | | | | | | | | | | | | | |  |  |  |  |  |  |  |  |  |  |  |  |  |  |  |  |  |  |  |  |  |  |
|  |  | | | | | | | | | | | | | | | | | | | | | | |  |  |  |  |  |  |  |  |  |  |  |  |  |  |  |  |  |  |  |  |  |  |
|  |  | | | | | ジョージ・ハミルトン＝ゴードン 第6代アバディーン伯爵 第6代フォーマーティーン子爵 第3代ゴードン子爵 第6代ハッドー卿 第8代準男爵 (1841-1870)                                               | ジョージ・ハミルトン＝ゴードン 第6代アバディーン伯爵 第6代フォーマーティーン子爵 第3代ゴードン子爵 第6代ハッドー卿 第8代準男爵 (1841-1870)                                               | ジョージ・ハミルトン＝ゴードン 第6代アバディーン伯爵 第6代フォーマーティーン子爵 第3代ゴードン子爵 第6代ハッドー卿 第8代準男爵 (1841-1870) | ジョージ・ハミルトン＝ゴードン 第6代アバディーン伯爵 第6代フォーマーティーン子爵 第3代ゴードン子爵 第6代ハッドー卿 第8代準男爵 (1841-1870) | ジョージ・ハミルトン＝ゴードン 第6代アバディーン伯爵 第6代フォーマーティーン子爵 第3代ゴードン子爵 第6代ハッドー卿 第8代準男爵 (1841-1870)                                                         | ジョージ・ハミルトン＝ゴードン 第6代アバディーン伯爵 第6代フォーマーティーン子爵 第3代ゴードン子爵 第6代ハッドー卿 第8代準男爵 (1841-1870)                                                         | | | ジョン・ハミルトン＝ゴードン 初代アバディーン＝テメイア侯爵 第7代アバディーン伯爵 初代ハッドー伯爵 第7代フォーマーティーン子爵 第4代ゴードン子爵 第7代ハッドー卿 第9代準男爵 (1847-1934)           | ジョン・ハミルトン＝ゴードン 初代アバディーン＝テメイア侯爵 第7代アバディーン伯爵 初代ハッドー伯爵 第7代フォーマーティーン子爵 第4代ゴードン子爵 第7代ハッドー卿 第9代準男爵 (1847-1934)           | ジョン・ハミルトン＝ゴードン 初代アバディーン＝テメイア侯爵 第7代アバディーン伯爵 初代ハッドー伯爵 第7代フォーマーティーン子爵 第4代ゴードン子爵 第7代ハッドー卿 第9代準男爵 (1847-1934) | ジョン・ハミルトン＝ゴードン 初代アバディーン＝テメイア侯爵 第7代アバディーン伯爵 初代ハッドー伯爵 第7代フォーマーティーン子爵 第4代ゴードン子爵 第7代ハッドー卿 第9代準男爵 (1847-1934) | ジョン・ハミルトン＝ゴードン 初代アバディーン＝テメイア侯爵 第7代アバディーン伯爵 初代ハッドー伯爵 第7代フォーマーティーン子爵 第4代ゴードン子爵 第7代ハッドー卿 第9代準男爵 (1847-1934)    | ジョン・ハミルトン＝ゴードン 初代アバディーン＝テメイア侯爵 第7代アバディーン伯爵 初代ハッドー伯爵 第7代フォーマーティーン子爵 第4代ゴードン子爵 第7代ハッドー卿 第9代準男爵 (1847-1934) | | | | |  |  |  |  |  |  |  |  |  |  |  |  |  |  |  |  |  |  |  |  |  |  |
|  |  | | | | | ジョージ・ハミルトン＝ゴードン 第6代アバディーン伯爵 第6代フォーマーティーン子爵 第3代ゴードン子爵 第6代ハッドー卿 第8代準男爵 (1841-1870)                                               | ジョージ・ハミルトン＝ゴードン 第6代アバディーン伯爵 第6代フォーマーティーン子爵 第3代ゴードン子爵 第6代ハッドー卿 第8代準男爵 (1841-1870)                                               | ジョージ・ハミルトン＝ゴードン 第6代アバディーン伯爵 第6代フォーマーティーン子爵 第3代ゴードン子爵 第6代ハッドー卿 第8代準男爵 (1841-1870) | ジョージ・ハミルトン＝ゴードン 第6代アバディーン伯爵 第6代フォーマーティーン子爵 第3代ゴードン子爵 第6代ハッドー卿 第8代準男爵 (1841-1870) | ジョージ・ハミルトン＝ゴードン 第6代アバディーン伯爵 第6代フォーマーティーン子爵 第3代ゴードン子爵 第6代ハッドー卿 第8代準男爵 (1841-1870)                                                         | ジョージ・ハミルトン＝ゴードン 第6代アバディーン伯爵 第6代フォーマーティーン子爵 第3代ゴードン子爵 第6代ハッドー卿 第8代準男爵 (1841-1870)                                                         | | | ジョン・ハミルトン＝ゴードン 初代アバディーン＝テメイア侯爵 第7代アバディーン伯爵 初代ハッドー伯爵 第7代フォーマーティーン子爵 第4代ゴードン子爵 第7代ハッドー卿 第9代準男爵 (1847-1934)           | ジョン・ハミルトン＝ゴードン 初代アバディーン＝テメイア侯爵 第7代アバディーン伯爵 初代ハッドー伯爵 第7代フォーマーティーン子爵 第4代ゴードン子爵 第7代ハッドー卿 第9代準男爵 (1847-1934)           | ジョン・ハミルトン＝ゴードン 初代アバディーン＝テメイア侯爵 第7代アバディーン伯爵 初代ハッドー伯爵 第7代フォーマーティーン子爵 第4代ゴードン子爵 第7代ハッドー卿 第9代準男爵 (1847-1934) | ジョン・ハミルトン＝ゴードン 初代アバディーン＝テメイア侯爵 第7代アバディーン伯爵 初代ハッドー伯爵 第7代フォーマーティーン子爵 第4代ゴードン子爵 第7代ハッドー卿 第9代準男爵 (1847-1934) | ジョン・ハミルトン＝ゴードン 初代アバディーン＝テメイア侯爵 第7代アバディーン伯爵 初代ハッドー伯爵 第7代フォーマーティーン子爵 第4代ゴードン子爵 第7代ハッドー卿 第9代準男爵 (1847-1934)    | ジョン・ハミルトン＝ゴードン 初代アバディーン＝テメイア侯爵 第7代アバディーン伯爵 初代ハッドー伯爵 第7代フォーマーティーン子爵 第4代ゴードン子爵 第7代ハッドー卿 第9代準男爵 (1847-1934) | | | | |  |  |  |  |  |  |  |  |  |  |  |  |  |  |  |  |  |  |  |  |  |  |
|  |  | | | | | | | | | | | | | | | | | | | | | | |  |  |  |  |  |  |  |  |  |  |  |  |  |  |  |  |  |  |  |  |  |  |
|  |  | | | | | | | | | ジョージ・ゴードン (ゴードンに改姓) 第2代アバディーン＝テメイア侯爵 第8代アバディーン伯爵 第2代ハッドー伯爵 第8代フォーマーティーン子爵 第5代ゴードン子爵 第8代ハッドー卿 第10代準男爵 (1879-1965) | ジョージ・ゴードン (ゴードンに改姓) 第2代アバディーン＝テメイア侯爵 第8代アバディーン伯爵 第2代ハッドー伯爵 第8代フォーマーティーン子爵 第5代ゴードン子爵 第8代ハッドー卿 第10代準男爵 (1879-1965) | ジョージ・ゴードン (ゴードンに改姓) 第2代アバディーン＝テメイア侯爵 第8代アバディーン伯爵 第2代ハッドー伯爵 第8代フォーマーティーン子爵 第5代ゴードン子爵 第8代ハッドー卿 第10代準男爵 (1879-1965) | ジョージ・ゴードン (ゴードンに改姓) 第2代アバディーン＝テメイア侯爵 第8代アバディーン伯爵 第2代ハッドー伯爵 第8代フォーマーティーン子爵 第5代ゴードン子爵 第8代ハッドー卿 第10代準男爵 (1879-1965) | ジョージ・ゴードン (ゴードンに改姓) 第2代アバディーン＝テメイア侯爵 第8代アバディーン伯爵 第2代ハッドー伯爵 第8代フォーマーティーン子爵 第5代ゴードン子爵 第8代ハッドー卿 第10代準男爵 (1879-1965) | ジョージ・ゴードン (ゴードンに改姓) 第2代アバディーン＝テメイア侯爵 第8代アバディーン伯爵 第2代ハッドー伯爵 第8代フォーマーティーン子爵 第5代ゴードン子爵 第8代ハッドー卿 第10代準男爵 (1879-1965) | | | ダドリー・ゴードン 第3代アバディーン＝テメイア侯爵 第9代アバディーン伯爵 第3代ハッドー伯爵 第9代フォーマーティーン子爵 第6代ゴードン子爵 第9代ハッドー卿 第11代準男爵 (1883-1972)           | ダドリー・ゴードン 第3代アバディーン＝テメイア侯爵 第9代アバディーン伯爵 第3代ハッドー伯爵 第9代フォーマーティーン子爵 第6代ゴードン子爵 第9代ハッドー卿 第11代準男爵 (1883-1972)        | ダドリー・ゴードン 第3代アバディーン＝テメイア侯爵 第9代アバディーン伯爵 第3代ハッドー伯爵 第9代フォーマーティーン子爵 第6代ゴードン子爵 第9代ハッドー卿 第11代準男爵 (1883-1972)      | ダドリー・ゴードン 第3代アバディーン＝テメイア侯爵 第9代アバディーン伯爵 第3代ハッドー伯爵 第9代フォーマーティーン子爵 第6代ゴードン子爵 第9代ハッドー卿 第11代準男爵 (1883-1972)      | ダドリー・ゴードン 第3代アバディーン＝テメイア侯爵 第9代アバディーン伯爵 第3代ハッドー伯爵 第9代フォーマーティーン子爵 第6代ゴードン子爵 第9代ハッドー卿 第11代準男爵 (1883-1972)      | ダドリー・ゴードン 第3代アバディーン＝テメイア侯爵 第9代アバディーン伯爵 第3代ハッドー伯爵 第9代フォーマーティーン子爵 第6代ゴードン子爵 第9代ハッドー卿 第11代準男爵 (1883-1972)      |  |  |  |  |  |  |  |  |  |  |  |  |  |  |  |  |  |  |  |  |  |  |
|  |  | | | | | | | | | ジョージ・ゴードン (ゴードンに改姓) 第2代アバディーン＝テメイア侯爵 第8代アバディーン伯爵 第2代ハッドー伯爵 第8代フォーマーティーン子爵 第5代ゴードン子爵 第8代ハッドー卿 第10代準男爵 (1879-1965) | ジョージ・ゴードン (ゴードンに改姓) 第2代アバディーン＝テメイア侯爵 第8代アバディーン伯爵 第2代ハッドー伯爵 第8代フォーマーティーン子爵 第5代ゴードン子爵 第8代ハッドー卿 第10代準男爵 (1879-1965) | ジョージ・ゴードン (ゴードンに改姓) 第2代アバディーン＝テメイア侯爵 第8代アバディーン伯爵 第2代ハッドー伯爵 第8代フォーマーティーン子爵 第5代ゴードン子爵 第8代ハッドー卿 第10代準男爵 (1879-1965) | ジョージ・ゴードン (ゴードンに改姓) 第2代アバディーン＝テメイア侯爵 第8代アバディーン伯爵 第2代ハッドー伯爵 第8代フォーマーティーン子爵 第5代ゴードン子爵 第8代ハッドー卿 第10代準男爵 (1879-1965) | ジョージ・ゴードン (ゴードンに改姓) 第2代アバディーン＝テメイア侯爵 第8代アバディーン伯爵 第2代ハッドー伯爵 第8代フォーマーティーン子爵 第5代ゴードン子爵 第8代ハッドー卿 第10代準男爵 (1879-1965) | ジョージ・ゴードン (ゴードンに改姓) 第2代アバディーン＝テメイア侯爵 第8代アバディーン伯爵 第2代ハッドー伯爵 第8代フォーマーティーン子爵 第5代ゴードン子爵 第8代ハッドー卿 第10代準男爵 (1879-1965) | | | ダドリー・ゴードン 第3代アバディーン＝テメイア侯爵 第9代アバディーン伯爵 第3代ハッドー伯爵 第9代フォーマーティーン子爵 第6代ゴードン子爵 第9代ハッドー卿 第11代準男爵 (1883-1972)           | ダドリー・ゴードン 第3代アバディーン＝テメイア侯爵 第9代アバディーン伯爵 第3代ハッドー伯爵 第9代フォーマーティーン子爵 第6代ゴードン子爵 第9代ハッドー卿 第11代準男爵 (1883-1972)        | ダドリー・ゴードン 第3代アバディーン＝テメイア侯爵 第9代アバディーン伯爵 第3代ハッドー伯爵 第9代フォーマーティーン子爵 第6代ゴードン子爵 第9代ハッドー卿 第11代準男爵 (1883-1972)      | ダドリー・ゴードン 第3代アバディーン＝テメイア侯爵 第9代アバディーン伯爵 第3代ハッドー伯爵 第9代フォーマーティーン子爵 第6代ゴードン子爵 第9代ハッドー卿 第11代準男爵 (1883-1972)      | ダドリー・ゴードン 第3代アバディーン＝テメイア侯爵 第9代アバディーン伯爵 第3代ハッドー伯爵 第9代フォーマーティーン子爵 第6代ゴードン子爵 第9代ハッドー卿 第11代準男爵 (1883-1972)      | ダドリー・ゴードン 第3代アバディーン＝テメイア侯爵 第9代アバディーン伯爵 第3代ハッドー伯爵 第9代フォーマーティーン子爵 第6代ゴードン子爵 第9代ハッドー卿 第11代準男爵 (1883-1972)      |  |  |  |  |  |  |  |  |  |  |  |  |  |  |  |  |  |  |  |  |  |  |
|  |  | | | | | | | | | | | | | | | | | | | | | | |  |  |  |  |  |  |  |  |  |  |  |  |  |  |  |  |  |  |  |  |  |  |
|  |  | ディヴィッド・ゴードン 第4代アバディーン＝テメイア侯爵 第10代アバディーン伯爵 第4代ハッドー伯爵 第10代フォーマーティーン子爵 第7代ゴードン子爵 第10代ハッドー卿 第12代準男爵 (1908-1974) | ディヴィッド・ゴードン 第4代アバディーン＝テメイア侯爵 第10代アバディーン伯爵 第4代ハッドー伯爵 第10代フォーマーティーン子爵 第7代ゴードン子爵 第10代ハッドー卿 第12代準男爵 (1908-1974) | ディヴィッド・ゴードン 第4代アバディーン＝テメイア侯爵 第10代アバディーン伯爵 第4代ハッドー伯爵 第10代フォーマーティーン子爵 第7代ゴードン子爵 第10代ハッドー卿 第12代準男爵 (1908-1974) | ディヴィッド・ゴードン 第4代アバディーン＝テメイア侯爵 第10代アバディーン伯爵 第4代ハッドー伯爵 第10代フォーマーティーン子爵 第7代ゴードン子爵 第10代ハッドー卿 第12代準男爵 (1908-1974) | ディヴィッド・ゴードン 第4代アバディーン＝テメイア侯爵 第10代アバディーン伯爵 第4代ハッドー伯爵 第10代フォーマーティーン子爵 第7代ゴードン子爵 第10代ハッドー卿 第12代準男爵 (1908-1974) | ディヴィッド・ゴードン 第4代アバディーン＝テメイア侯爵 第10代アバディーン伯爵 第4代ハッドー伯爵 第10代フォーマーティーン子爵 第7代ゴードン子爵 第10代ハッドー卿 第12代準男爵 (1908-1974) | | | アーチボルド・ゴードン 第5代アバディーン＝テメイア侯爵 第11代アバディーン伯爵 第5代ハッドー伯爵 第11代フォーマーティーン子爵 第8代ゴードン子爵 第11代ハッドー卿 第13代準男爵 (1913-1984)           | アーチボルド・ゴードン 第5代アバディーン＝テメイア侯爵 第11代アバディーン伯爵 第5代ハッドー伯爵 第11代フォーマーティーン子爵 第8代ゴードン子爵 第11代ハッドー卿 第13代準男爵 (1913-1984)           | アーチボルド・ゴードン 第5代アバディーン＝テメイア侯爵 第11代アバディーン伯爵 第5代ハッドー伯爵 第11代フォーマーティーン子爵 第8代ゴードン子爵 第11代ハッドー卿 第13代準男爵 (1913-1984)           | アーチボルド・ゴードン 第5代アバディーン＝テメイア侯爵 第11代アバディーン伯爵 第5代ハッドー伯爵 第11代フォーマーティーン子爵 第8代ゴードン子爵 第11代ハッドー卿 第13代準男爵 (1913-1984)           | アーチボルド・ゴードン 第5代アバディーン＝テメイア侯爵 第11代アバディーン伯爵 第5代ハッドー伯爵 第11代フォーマーティーン子爵 第8代ゴードン子爵 第11代ハッドー卿 第13代準男爵 (1913-1984)           | アーチボルド・ゴードン 第5代アバディーン＝テメイア侯爵 第11代アバディーン伯爵 第5代ハッドー伯爵 第11代フォーマーティーン子爵 第8代ゴードン子爵 第11代ハッドー卿 第13代準男爵 (1913-1984)           | | | アレステア・ゴードン 第6代アバディーン＝テメイア侯爵 第12代アバディーン伯爵 第6代ハッドー伯爵 第12代フォーマーティーン子爵 第9代ゴードン子爵 第12代ハッドー卿 第14代準男爵 (1920-2002)      | アレステア・ゴードン 第6代アバディーン＝テメイア侯爵 第12代アバディーン伯爵 第6代ハッドー伯爵 第12代フォーマーティーン子爵 第9代ゴードン子爵 第12代ハッドー卿 第14代準男爵 (1920-2002)   | アレステア・ゴードン 第6代アバディーン＝テメイア侯爵 第12代アバディーン伯爵 第6代ハッドー伯爵 第12代フォーマーティーン子爵 第9代ゴードン子爵 第12代ハッドー卿 第14代準男爵 (1920-2002) | アレステア・ゴードン 第6代アバディーン＝テメイア侯爵 第12代アバディーン伯爵 第6代ハッドー伯爵 第12代フォーマーティーン子爵 第9代ゴードン子爵 第12代ハッドー卿 第14代準男爵 (1920-2002) | アレステア・ゴードン 第6代アバディーン＝テメイア侯爵 第12代アバディーン伯爵 第6代ハッドー伯爵 第12代フォーマーティーン子爵 第9代ゴードン子爵 第12代ハッドー卿 第14代準男爵 (1920-2002) | アレステア・ゴードン 第6代アバディーン＝テメイア侯爵 第12代アバディーン伯爵 第6代ハッドー伯爵 第12代フォーマーティーン子爵 第9代ゴードン子爵 第12代ハッドー卿 第14代準男爵 (1920-2002) |  |  |  |  |  |  |  |  |  |  |  |  |  |  |  |  |  |  |  |  |  |  |
|  |  | ディヴィッド・ゴードン 第4代アバディーン＝テメイア侯爵 第10代アバディーン伯爵 第4代ハッドー伯爵 第10代フォーマーティーン子爵 第7代ゴードン子爵 第10代ハッドー卿 第12代準男爵 (1908-1974) | ディヴィッド・ゴードン 第4代アバディーン＝テメイア侯爵 第10代アバディーン伯爵 第4代ハッドー伯爵 第10代フォーマーティーン子爵 第7代ゴードン子爵 第10代ハッドー卿 第12代準男爵 (1908-1974) | ディヴィッド・ゴードン 第4代アバディーン＝テメイア侯爵 第10代アバディーン伯爵 第4代ハッドー伯爵 第10代フォーマーティーン子爵 第7代ゴードン子爵 第10代ハッドー卿 第12代準男爵 (1908-1974) | ディヴィッド・ゴードン 第4代アバディーン＝テメイア侯爵 第10代アバディーン伯爵 第4代ハッドー伯爵 第10代フォーマーティーン子爵 第7代ゴードン子爵 第10代ハッドー卿 第12代準男爵 (1908-1974) | ディヴィッド・ゴードン 第4代アバディーン＝テメイア侯爵 第10代アバディーン伯爵 第4代ハッドー伯爵 第10代フォーマーティーン子爵 第7代ゴードン子爵 第10代ハッドー卿 第12代準男爵 (1908-1974) | ディヴィッド・ゴードン 第4代アバディーン＝テメイア侯爵 第10代アバディーン伯爵 第4代ハッドー伯爵 第10代フォーマーティーン子爵 第7代ゴードン子爵 第10代ハッドー卿 第12代準男爵 (1908-1974) | | | アーチボルド・ゴードン 第5代アバディーン＝テメイア侯爵 第11代アバディーン伯爵 第5代ハッドー伯爵 第11代フォーマーティーン子爵 第8代ゴードン子爵 第11代ハッドー卿 第13代準男爵 (1913-1984)           | アーチボルド・ゴードン 第5代アバディーン＝テメイア侯爵 第11代アバディーン伯爵 第5代ハッドー伯爵 第11代フォーマーティーン子爵 第8代ゴードン子爵 第11代ハッドー卿 第13代準男爵 (1913-1984)           | アーチボルド・ゴードン 第5代アバディーン＝テメイア侯爵 第11代アバディーン伯爵 第5代ハッドー伯爵 第11代フォーマーティーン子爵 第8代ゴードン子爵 第11代ハッドー卿 第13代準男爵 (1913-1984)           | アーチボルド・ゴードン 第5代アバディーン＝テメイア侯爵 第11代アバディーン伯爵 第5代ハッドー伯爵 第11代フォーマーティーン子爵 第8代ゴードン子爵 第11代ハッドー卿 第13代準男爵 (1913-1984)           | アーチボルド・ゴードン 第5代アバディーン＝テメイア侯爵 第11代アバディーン伯爵 第5代ハッドー伯爵 第11代フォーマーティーン子爵 第8代ゴードン子爵 第11代ハッドー卿 第13代準男爵 (1913-1984)           | アーチボルド・ゴードン 第5代アバディーン＝テメイア侯爵 第11代アバディーン伯爵 第5代ハッドー伯爵 第11代フォーマーティーン子爵 第8代ゴードン子爵 第11代ハッドー卿 第13代準男爵 (1913-1984)           | | | アレステア・ゴードン 第6代アバディーン＝テメイア侯爵 第12代アバディーン伯爵 第6代ハッドー伯爵 第12代フォーマーティーン子爵 第9代ゴードン子爵 第12代ハッドー卿 第14代準男爵 (1920-2002)      | アレステア・ゴードン 第6代アバディーン＝テメイア侯爵 第12代アバディーン伯爵 第6代ハッドー伯爵 第12代フォーマーティーン子爵 第9代ゴードン子爵 第12代ハッドー卿 第14代準男爵 (1920-2002)   | アレステア・ゴードン 第6代アバディーン＝テメイア侯爵 第12代アバディーン伯爵 第6代ハッドー伯爵 第12代フォーマーティーン子爵 第9代ゴードン子爵 第12代ハッドー卿 第14代準男爵 (1920-2002) | アレステア・ゴードン 第6代アバディーン＝テメイア侯爵 第12代アバディーン伯爵 第6代ハッドー伯爵 第12代フォーマーティーン子爵 第9代ゴードン子爵 第12代ハッドー卿 第14代準男爵 (1920-2002) | アレステア・ゴードン 第6代アバディーン＝テメイア侯爵 第12代アバディーン伯爵 第6代ハッドー伯爵 第12代フォーマーティーン子爵 第9代ゴードン子爵 第12代ハッドー卿 第14代準男爵 (1920-2002) | アレステア・ゴードン 第6代アバディーン＝テメイア侯爵 第12代アバディーン伯爵 第6代ハッドー伯爵 第12代フォーマーティーン子爵 第9代ゴードン子爵 第12代ハッドー卿 第14代準男爵 (1920-2002) |  |  |  |  |  |  |  |  |  |  |  |  |  |  |  |  |  |  |  |  |  |  |
|  |  | | | | | | | | | | | | | | | | | アレクサンダー・ゴードン 第7代アバディーン＝テメイア侯爵 第13代アバディーン伯爵 第7代ハッドー伯爵 第13代フォーマーティーン子爵 第10代ゴードン子爵 第13代ハッドー卿 第15代準男爵 (1955-2020) | | | | | |  |  |  |  |  |  |  |  |  |  |  |  |  |  |  |  |  |  |  |  |  |  |
|  |  | | | | | | | | | | | | | | | | | | | | | | |  |  |  |  |  |  |  |  |  |  |  |  |  |  |  |  |  |  |  |  |  |  |
|  |  | | | | | | | | | | | | | | | | | ジョージ・ゴードン 第8代アバディーン＝テメイア侯爵 第14代アバディーン伯爵 第8代ハッドー伯爵 第14代フォーマーティーン子爵 第11代ゴードン子爵 第14代ハッドー卿 第16代準男爵 (1983-)           | | | | | |  |  |  |  |  |  |  |  |  |  |  |  |  |  |  |  |  |  |  |  |  |  |
|  |  | | | | | | | | | | | | | | | | | | | | | | |  |  |  |  |  |  |  |  |  |  |  |  |  |  |  |  |  |  |  |  |  |  |
|  |  | | | | | | | | | | | | | | | | | イヴォ・ゴードン (法定推定相続人) (2012-) | | | | | |  |  |  |  |  |  |  |  |  |  |  |  |  |  |  |  |  |  |  |  |  |  |

### 註釈
1. ↑  官報掲示によれば、侯爵位の正式なタイトル名は「アバディーン州、ミース州、アーガイル州におけるアバディーン＝テメイア侯爵（Marquess of Aberdeen and Temair, in the County of Aberdeen and in the County of Meath and in the County of Argyll）」[7]。